# Celama leucoscopula
Celama leucoscopula är en fjärilsart som beskrevs av George Francis Hampson 1907. Celama leucoscopula ingår i släktet Celama och familjen trågspinnare. Inga underarter finns listade i Catalogue of Life.